# Anina Diener
Pour les articles homonymes, voir Diener.
Anina Diener est une directrice artistique et une costumière allemande née à Munich (Bavière).

## Biographie
Elle fait des études de cinéma à l'Académie allemande du film et de la télévision de Berlin.

## Filmographie (sélection)
da : direction artistique - c : costumes

### Cinéma
- 2008 : Märzmelodie de Martin Walz - da
- 2009 : Fräulein Stinnes fährt um die Welt (de) de Erica von Moeller - da
- 2013 : Michael Kohlhaas d'Arnaud des Pallières - c

### Télévision
- 1996-2000 : Balko (28 épisodes) - da

## Distinctions

### Nominations
- César 2014 : César des meilleurs costumes pour Michael Kohlhaas